# Ієн Едмундс
Ієн Едмундс (англ. Ian Edmunds, 25 серпня 1961) — австралійський академічний веслувальник.
Бронзовий призер Олімпійських Ігор 1984 року в складі вісімки.
Бронзовий призер Чемпіонату світу 1983 року в складі вісімки.